# Cyproniscus octospinosus
Cyproniscus octospinosus är en kräftdjursart som beskrevs av Menzies och George 1972. Cyproniscus octospinosus ingår i släktet Cyproniscus och familjen Cyproniscidae.
Artens utbredningsområde är havet utanför Peru. Inga underarter finns listade i Catalogue of Life.